# Dembo Sylla
Dembo Sylla (* 10. November 2002 in Laval) ist ein guineisch-französischer Fußballspieler. Er ist Nationalspieler.

## Karriere

### Verein
Sylla begann seine fußballerische Ausbildung 2009 bei Stade Laval. Mit den D-Junioren gewann er den französischen Pokal. Nach weiteren Jugenderfolgen, wie dem Gewinn der Futsalmeisterschaft und der U17-Ligagruppe, stand er in der Saison 2019/20 schon im Kader der zweiten Mannschaft in der National 3. 2020/21 spielte er dort bereits zweimal. In der Spielzeit 2021/22 wurde er im Zweitteam zur Stammkraft und kam zu 22 Einsätzen. Anschließend unterschrieb er im August 2022 seinen ersten Profivertrag bei Laval. Am fünften Spieltag wurde er bei einer 0:1-Niederlage gegen Olympique Nîmes spät eingewechselt und debütierte somit für die Profimannschaft in der Ligue 2. In der gesamten Spielzeit 2022/23 kam er auf 30 Einsätze für Stade Laval.
Im Sommer 2023 wechselte er zum Erstligisten FC Lorient. Dort debütierte er am vierten Spieltag bei einer 0:3-Niederlage gegen den Le Havre AC für eine Halbzeit lang in der höchsten französischen Spielklasse.

### Nationalmannschaft
Sylla debütierte am 27. März 2023 in der Qualifikation zum Afrika-Cup 2024 nach Einwechslung gegen Äthiopien für die guineische A-Nationalmannschaft.